# M/S Silja Europa

Silja Europas däckplan.

M/S Silja Europa, även känd som M/S Europa, är en kryssningsfärja ägd av estniska Tallink Group och hyrs med start hösten 2022 ut till Nederländerna som flyktingboende under Rysslands invasion av Ukraina. Hon byggdes 1993 på Jos L Meyer Werft i Papenburg, Tyskland som M/S Europa för Viking Line (rederi Ab Slite)

## Historia

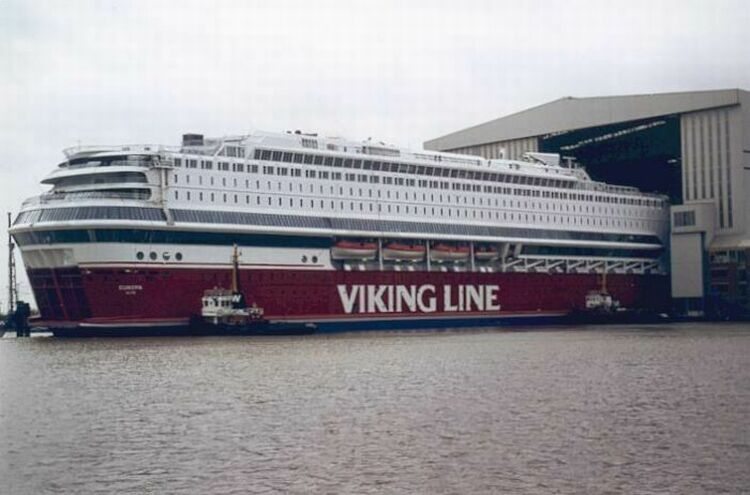
M/S Europa målad i Viking Lines rödvita färger under konstruktion, 1992.

- Ursprungligen byggdes fartyget som M/S Europa för Rederi AB Slite, på den tiden en av delägarna i Viking Line. På grund av den svenska kronans fall hösten 1992 steg fartygets pris med 500 miljoner kronor och Slite kunde inte lösa ut fartyget från varvet Jos L Meyer Werft i Papenburg. Varvet beslöt då att bilda ett eget rederi, för att chartra ut fartyget till Slite. Ett villkor för detta var dock att Nordbanken, som hade beviljat lånen skulle godkänna affären. Nordbanken nekade till affären och i stället chartrades M/S Europa, med köpoption, ut till Viking Lines konkurrent Silja Line. I april 1993 gick Rederi AB Slite i konkurs. På 1990-talet var konkurrensen mellan rederierna stor, så fartygets design var rejält påkostad.
- I samband med M/S Estonias förlisning den 28 september 1994 var M/S Silja Europa det andra fartyg som tog emot nödanropet Mayday. Det var även M/S Silja Europa som kom att leda räddningsinsatsen.
- M/S Silja Europa var världens största bil- och passagerarfärja åren 1992–2002, då titeln togs över av M/S Pride of Rotterdam. Ansvarig arkitekt var Per Dockson.[2]
- M/S Silja Europa ersatte först M/S Silja Serenade på rutten Stockholm–Helsingfors. Silja Europa kom dock senare att sättas in på Stockholm–Åbo i stället för M/S Silja Serenade, eftersom Silja Europa är enklare att manövrera genom Åbo skärgård.[källa behövs]
- 13 januari 1995 - Silja Europa gick på grund nära Furusund på grund av ett fel i det automatiska hastighetskontrollsystemet. Hon fortsatte av egen kraft till Stockholm, där hon togs ur drift och sedan levererades till Nådendal för reparation.
- 10 oktober 1996 - En passagerare anmälde att han såg någon hoppa överbord. Detta rapporterades till kaptenen, som meddelade Kustbevakningen - men istället för att stoppa fartyget (som är det vanliga förfarandet) fortsatte han till Stockholm. Senare hittade Kustbevakningen personen, en kvinnlig passagerare, i havet. Hennes kroppstemperatur var mycket låg och hon dog ett par dagar senare på sjukhus av hypotermi. Fartygets kapten åtalades och befanns skyldig till att inte stanna som han borde, men straffades inte.
- 20 augusti 1997 - Fartyget kolliderade med ett tyskt segelfartyg söder om Lemland på grund av tjock dimma. Ett tyskt par och deras hund räddades av en av Silja Europas livbåtar. Segelbåten började ta in vatten och bogserades senare till Föglö av den finska sjöbevakningen.
- 28 september 2002 - En kvinnlig passagerare föll överbord och simmade till en närliggande holme, varifrån hon senare räddades
- Den 22 november 2009 fick M/S Silja Europa haveri på styrbords hjärtstock och cirklade runt utanför Sottunga från cirka kl 15 den 22 november till kl 7 morgonen därefter då hon bogserades till Åbo. Fartyget kom fram till Åbo den 23 november 2009 kl 15:30.[3] Fartyget bogserades först in för reparation i Riga men flytdockan var inte gjord för att lyfta fartyg av den storleken så hon fick bogseras till Gdansk i Polen där reparationsarbetet utfördes.
- Den 26 november till 11 december 2009: M/S Silja Europa ersattes på rutten Stockholm–Åbo av M/S Baltic Queen under tiden hon var ur trafik för reparation efter roderhaveriet den 22 november 2009. M/S Baltic Queen går i normala fall på rutten Stockholm–Tallinn tillsammans med M/S Victoria I.[4]
- Den 26 november 2009 kl 9:00 avgick fartyget för att repareras i Riga, Lettland efter haveriet den 22 november 2009, men fartyget fick inte plats där och bogserades vidare till Gdańsk, Polen.
- Den 19 december 2009: Åter i trafik mellan Stockholm – Mariehamn/Långnäs – Åbo.
- Den 20 januari 2013: Slutade trafikera Stockholm – Mariehamn/Långnäs – Åbo.
- Den 23 januari 2013: Började trafikera Tallinn–Helsingfors. Bytte rutt med M/S Baltic Princess och fick estnisk flagg med hemmahamn Tallinn.
- Den 7 augusti 2014: Avslutade trafiken Tallinn–Helsingfors, blev utchartrad till Bridgemans Services, Australien för att bli logementsfartyg.
- Den 12 september 2014: Avgick Tallinn mot Australien.
- Den 10 januari 2016: Påbörjade sin resa tillbaka till Östersjön från Australien, för att renoveras och återigen fungera som kryssningsfärja. Efter en omfattande renovering har hytterna försetts med TV och nya sängar. Fartyget fick även nya restauranger och nytt konferensområde.[5]
- Mars 2016: Började åter trafikera Helsingfors–Tallinn med en avgång per dag tur och retur.
- 17 mars 2020. Tagen ur trafik på grund av covid-19 och upplagd i Tallinn.
- 12 juni 2020. Inledde åter trafik efter uppläggningen.
- Under juli 2022 meddelade Tallink att de från 20 augusti 2022 kommer att hyra ut fartyget till Nederländerna som flyktingförläggning, till att börja med under 7 månader.[6][7]

## Servicehistorik
- 2014: Bridgeman Services Group
- 2016: Tallink Group

## Rekord
- Världens största passagerarfärja mätt i bruttoton (1992-2002).
- Världens första flytande McDonald's-restaurang.

## Övrig fakta
- Konferensrum (10-460 personer): 29
- Amfiteater: 280/560 personer
- Barer: 4
- Restauranger (1200 personer i de 4 största): 8
- Butiker: 4
- Bad- och bastuavdelning: 100 personer
- Bubbelbad: ja
- Solarium: ja